# Vas
För andra betydelser, se Vas (olika betydelser).

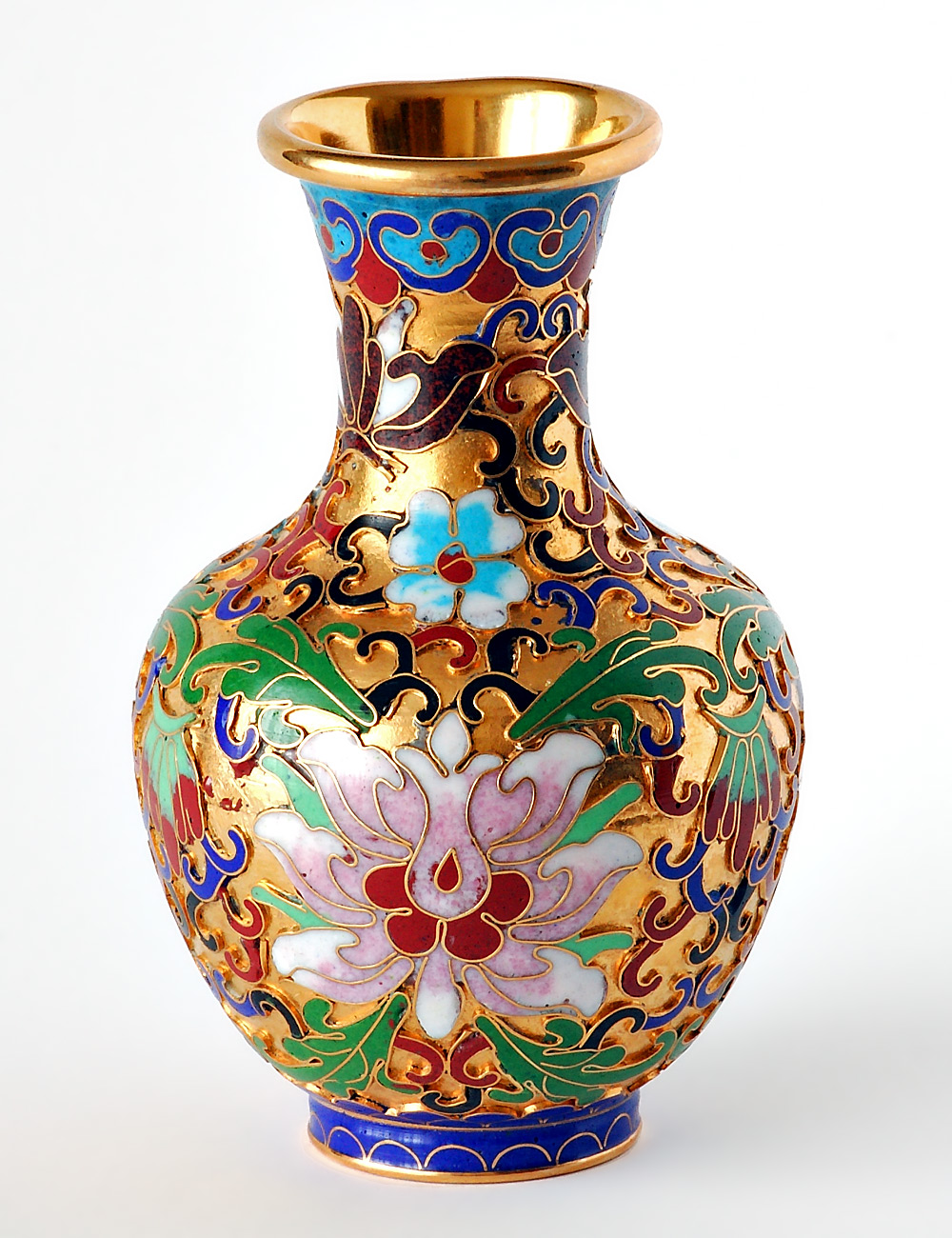
Kinesisk vas i cloissoné.

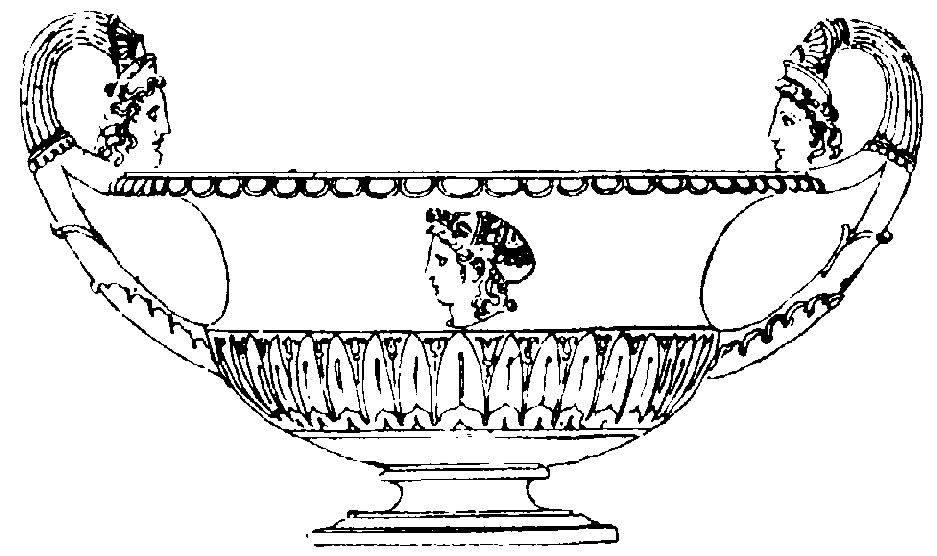
Vas i empirestil

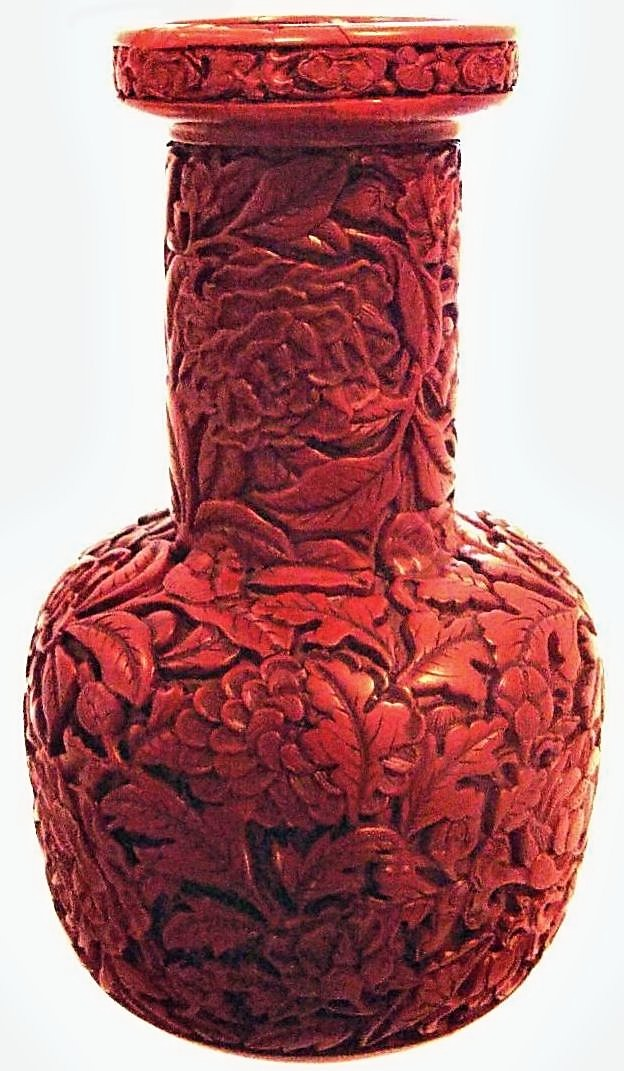
En kinesisk snidad lackvas från Mingdynastin på 1400-talet.

En vas är ett öppet kärl eller behållare som kan vara gjord av en mängd olika material som keramik, glas, plast och metaller som inte rostar, som aluminium, mässing, silver eller rostfritt stål. Det finns även vaser i trä, som teak, eller målade med skyddande lager för att undvika röta, och det finns vaser gjorda av papper. Vaser är ofta dekorativa och avsedda som inredningsdetalj för placering av snittblommor eller blombukett i vatten, konstgjorda blommor eller torkade blommor. Skillnaden på olika kärl som vas, flaska, kruka och urna handlar inte så mycket om form som hur behållaren används.
Vaser har vanligtvis en liknande form. Basen är ofta rundad, platt eller kölformad, men kan ha andra former, och ibland har vasen en tydlig definierad fot. Vasens kropp utgör den främsta proportionen för vasen. Vissa vaser har midja, hals och öppning med överfång. Vissa vaser har handtag och andra har lock. Vaser med lock brukar oftare kallas för urna.
Vaser förekommer i en stor mängd av stilar och typer som utvecklats runt om i världen genom olika tider, som inom kinesisk keramik eller inom den Nordamerikanska ursprungsbefolkningens krukmakeri. Bland krukmakarna i antikens Grekland var det vanligt att bemåla keramiken, bland annat med scener från grekisk mytologi. Den typen av brända lerkärl kallas ofta inom arkeologi för vas oberoende av form.

## Bildgalleri

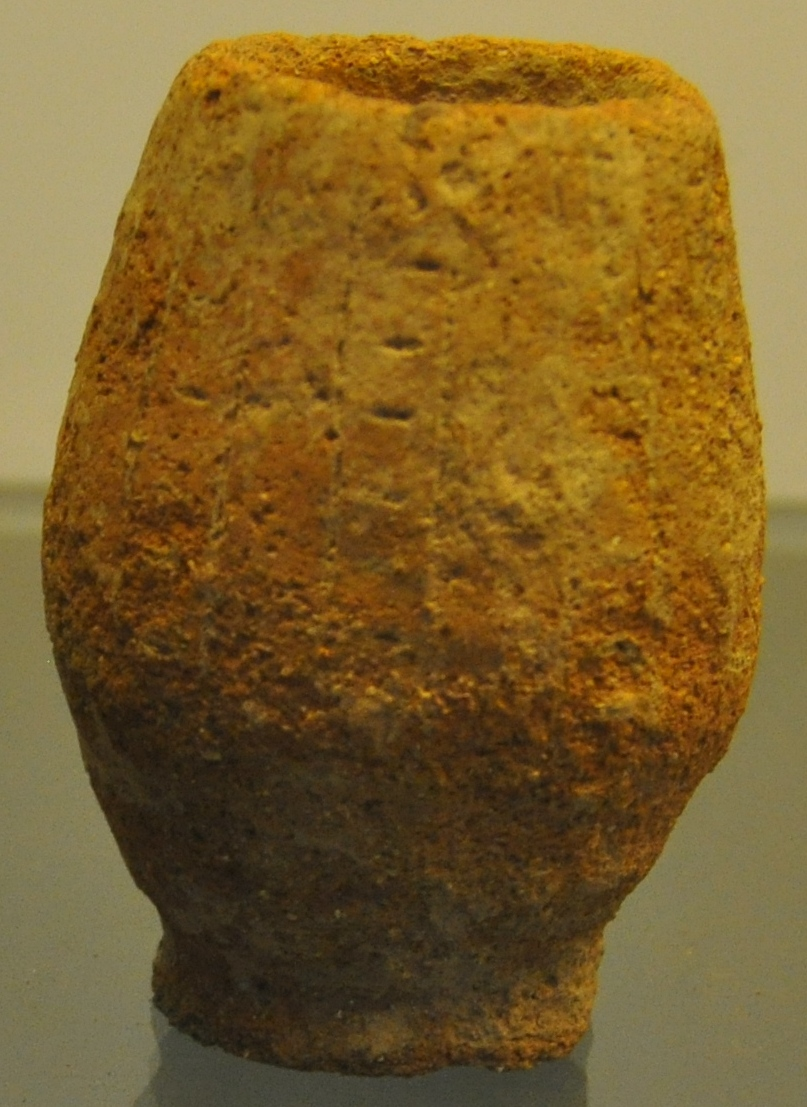
en cirka 2500–2200 år gammal vas i terrakotta från Vietnam.
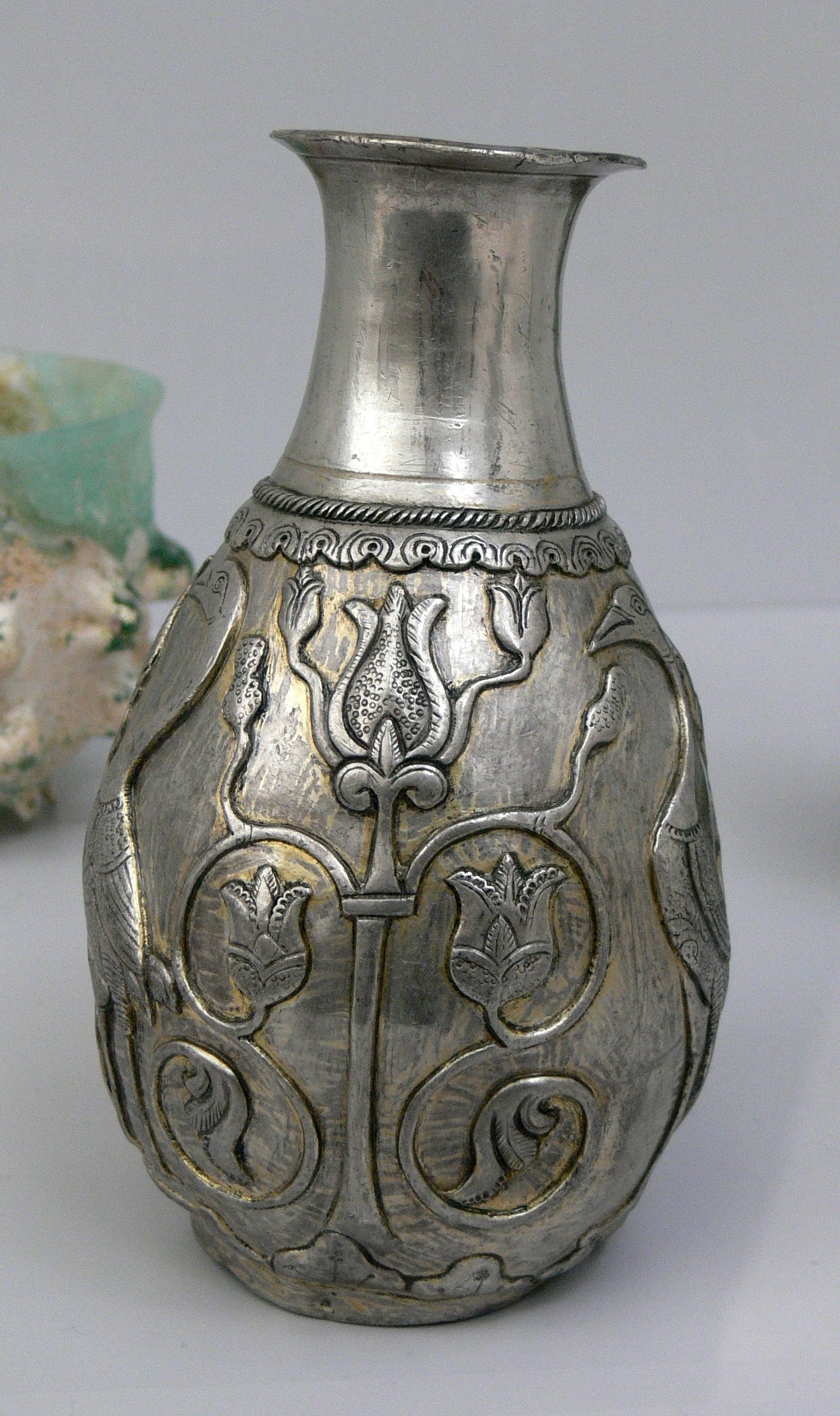
Vas i silver från 600-700-talets Iran.
Trumpetformig porslinsvas gjord i Kina på 1600-talet.
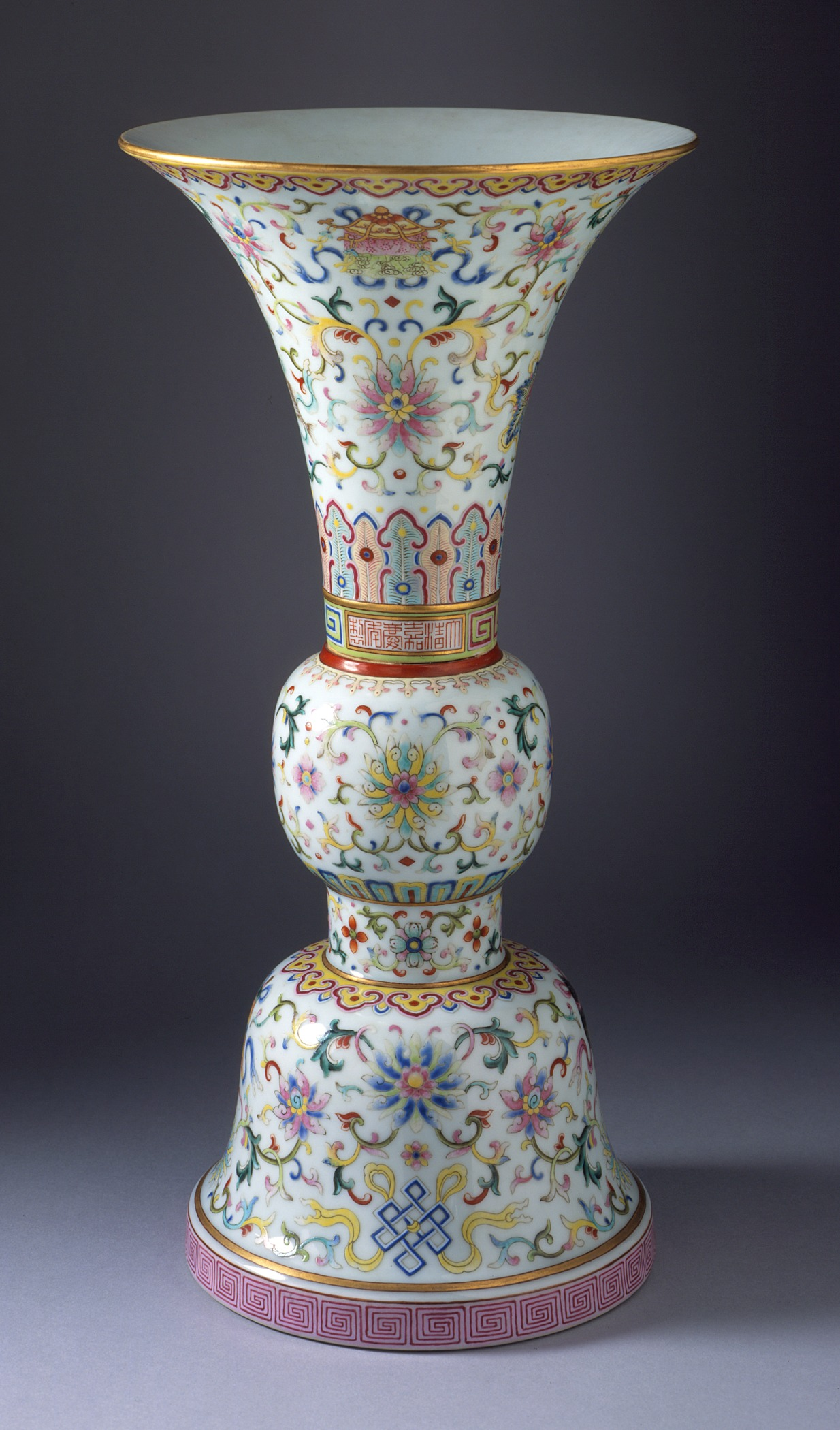
Kinesisk porslinsvas, cirka 1796-1820.
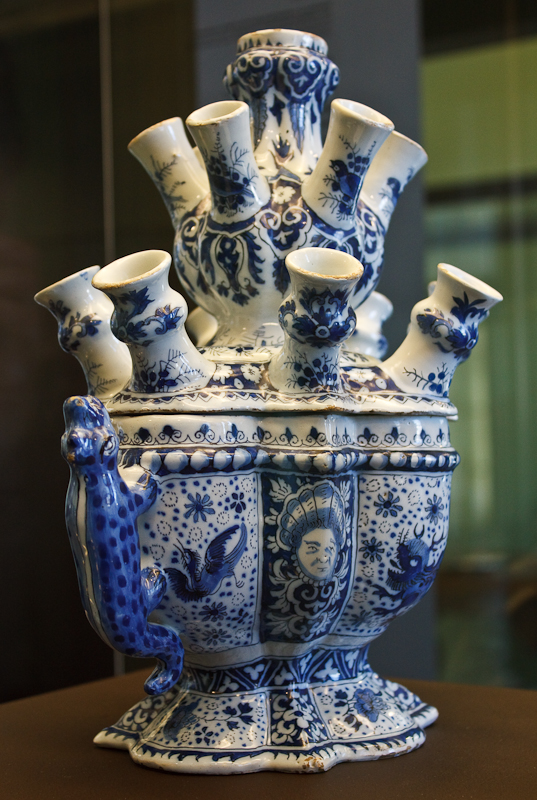
Keramikvas med flera öppningar.
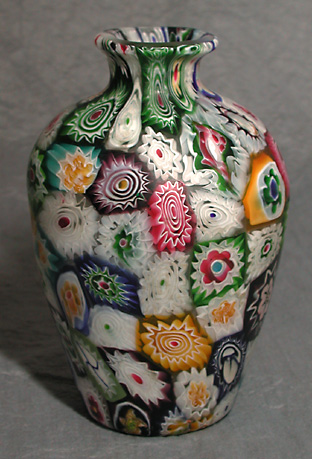
Glasvas - en så kallas millefiorivas.
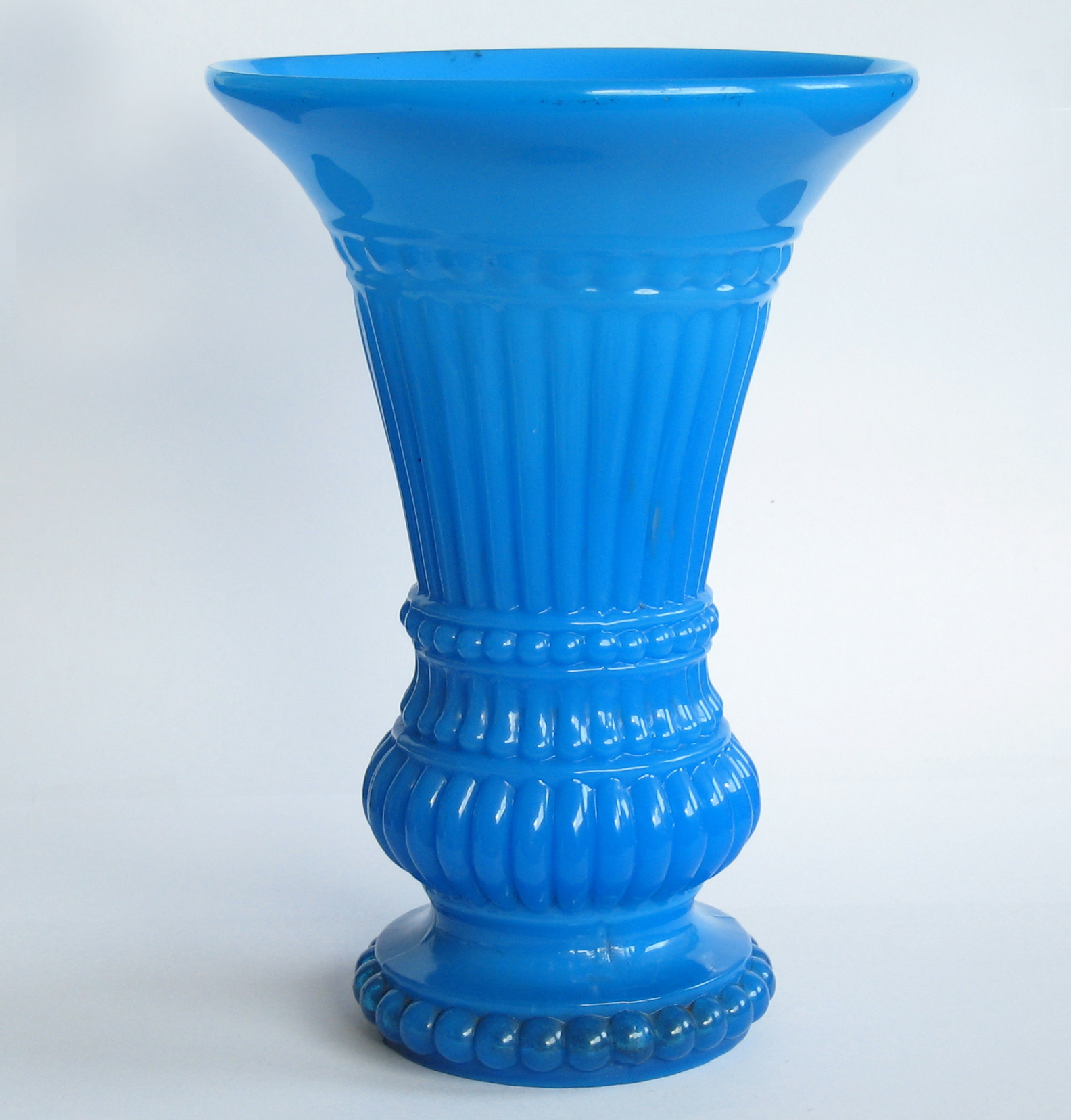
Vas från cirka 1840 i pressglas.
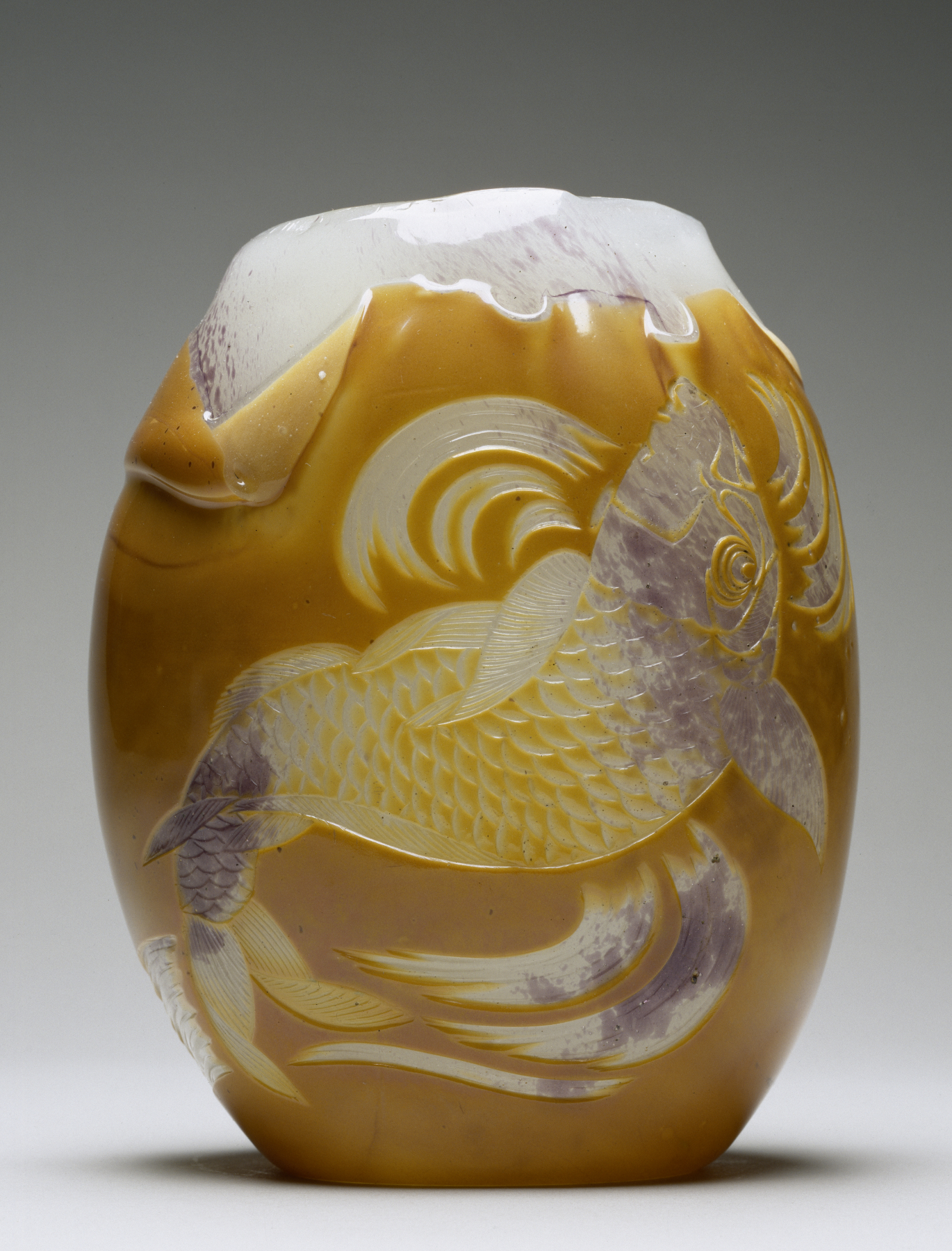
Fransk glasvas från 1878–1884 i så kallad japonismstil.
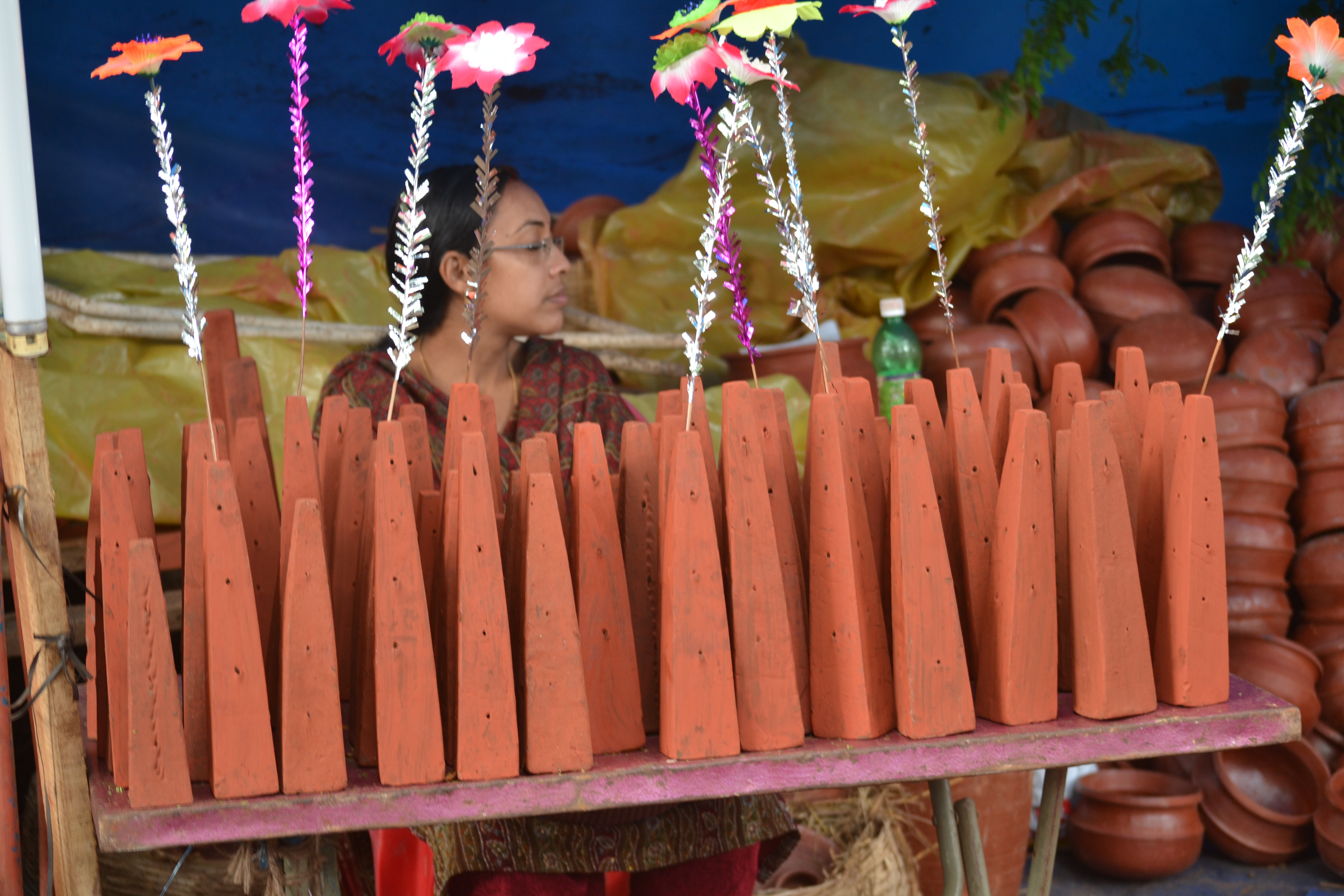
Lervaser från Kerala.